# Potentilla sterilis
Potentilla sterilis là loài thực vật có hoa trong họ Hoa hồng. Loài này được (L.) Garcke miêu tả khoa học đầu tiên năm 1858.

## Hình ảnh

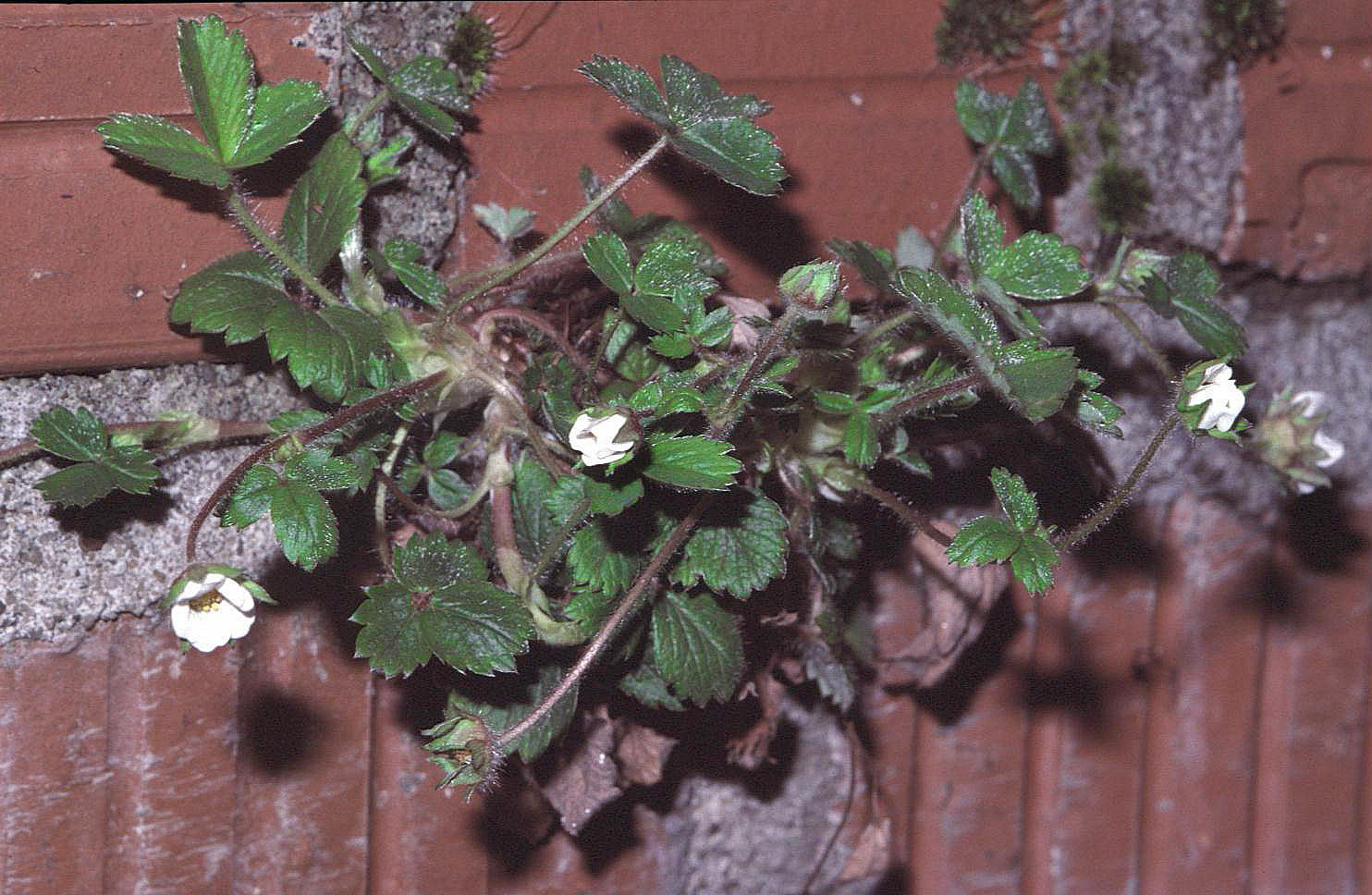
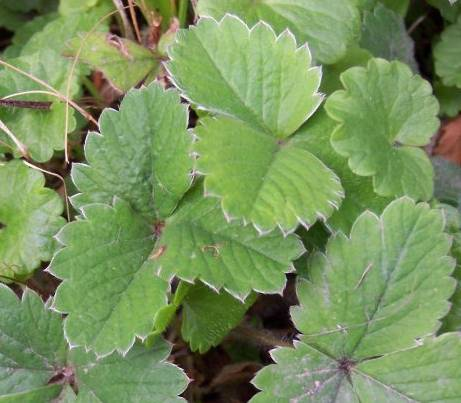
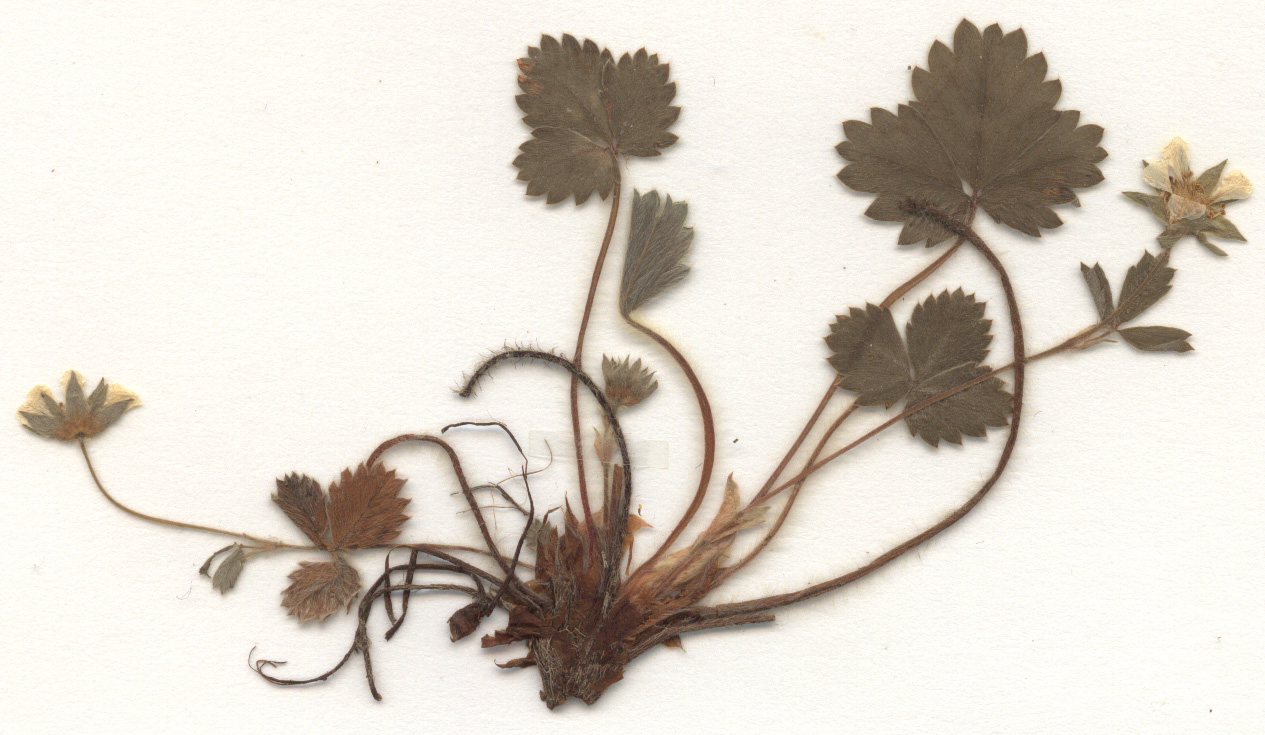
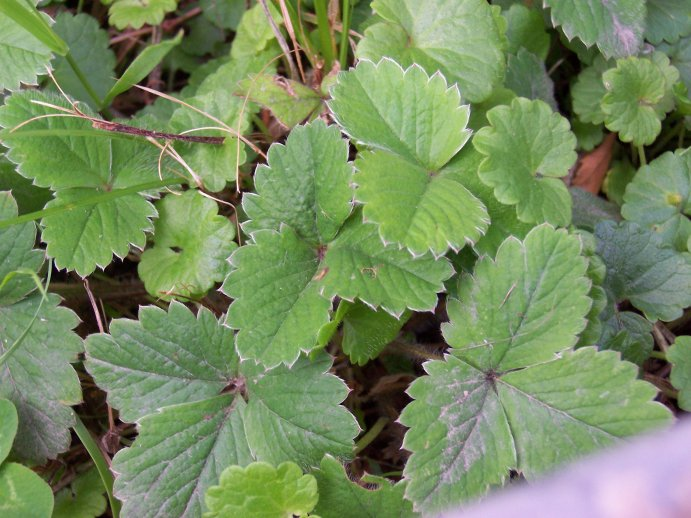